# Alfa Romeo (Formuła 1)
Alfa Romeo – zespół, konstruktor i dostawca silników Formuły 1. W barwach Alfa Romeo tytuły mistrza świata kierowców zdobyli Giuseppe Farina i Juan Manuel Fangio.

## Historia

### 1914–1949

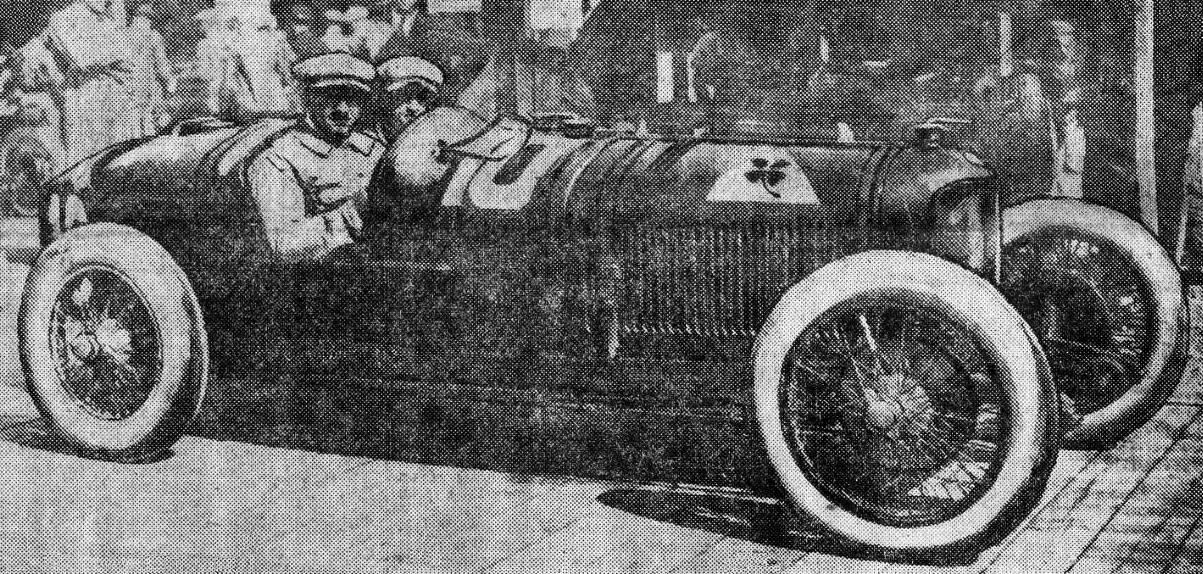
Giuseppe Campari w Alfie Romeo P2 podczas Grand Prix Francji 1924

Zaangażowanie Alfy Romeo w sporty motorowe, jeszcze jako ALFA (Anonima Lombarda Fabbrica Automobili), sięga 1914 roku, kiedy to Giuseppe Merosi zaprojektował 4,5-litrowy samochód Grand Prix. Nigdy nie wziął on jednak udziału w wyścigu. W 1919 roku został założony zespół Alfa Corse, wystawiający samochody wyścigowe. W jego barwach ścigali się Giuseppe Campari, Antonio Ascari, Ugo Sivocci i Enzo Ferrari. Na początku lat 20. Alfa Romeo pracowała nad modelem P1, który zadebiutował w Grand Prix Włoch 1923. W treningach śmierć poniósł Sivocco, w efekcie czego Alfa Romeo wycofała się i zatrudniła projektanta Fiata, Vittorio Jano. Jano w pośpiechu zaprojektował model P2, który zadebiutował w Grand Prix Francji 1924 z Camparim, Ascarim i Louisem Wagnerem za kierownicą. Campari wygrał ten wyścig, natomiast w Grand Prix Włoch zwyciężył Ascari. W lipcu 1925 roku Ascari zginął jednak podczas Grand Prix Francji. Firma uczestniczyła w wyścigach do końca sezonu, a jej kierowcami byli Campari i Gastone Brilli-Peri. Alfa Corse wróciła do wyścigów w 1929 roku. W 1930 roku nowym kierowcą został Tazio Nuvolari, któremu partnerował Achille Varzi. W tym okresie Enzo Ferrari przejął kontrolę nad programem Alfy Romeo w wyścigach Grand Prix. W Grand Prix Włoch 1931 zginął kierowca Alfy Romeo, Luigi Arcangeli. Rok później zadebiutował model P3. W tym samym roku firma została przejęta przez rząd Włoch, a nowy szef firmy Ugo Gobbato, nie wykazywał zainteresowania sportami motorowymi. W drugiej połowie lat 30. wyścigi samochodowe zostały zdominowane przez niemieckie marki i Alfa Romeo nie odnosiła sukcesów, z pewnymi wyjątkami, jak zwycięstwo Nuvolariego w Grand Prix Niemiec 1935. W marcu 1937 roku Alfa Romeo zakupiła 80% udziałów w firmie Scuderia Ferrari, a szefostwo objął Wifredo Ricart, który rywalizował z Ferrarim o przywództwo w firmie. W 1938 roku Gioacchino Colombo zaprojektował Alfę Romeo 158. Po zakończeniu II wojny światowej model powrócił do rywalizacji, a jego kierowcami byli Achille Varzi, Giuseppe Farina, Carlo Felice Trossi i Jean-Pierre Wimille, chociaż Farina został relegowany z zespołu pod koniec 1946 roku. Varzi zginął w Grand Prix Szwajcarii 1947, natomiast Wimille zginął za kierownicą Simki-Gordini podczas Grand Prix Juana Peróna 1949. Alfa Romeo postanowiła wówczas skoncentrować wysiłki na nadchodzącym sezonie 1950, który miał być inauguracją Mistrzostw Świata Formuły 1.

### 1950–1951
Fabryczny zespół Alfy Romeo wrócił do rywalizacji w 1950 roku, a jego kierowcami byli Giuseppe Farina, Luigi Fagioli i Juan Manuel Fangio. W 1950 roku Farina został pierwszym mistrzem świata Formuły 1. W 1951 roku uczestniczyła unowocześniona wersja modelu 158 pod nazwą 159, którą mistrzostwo zdobył Fangio. Jednakże stary sprzęt, mały budżet i mocny rywal w postaci Ferrari skłoniły Alfę Romeo do wycofania się z Formuły 1.

### 1979–1985

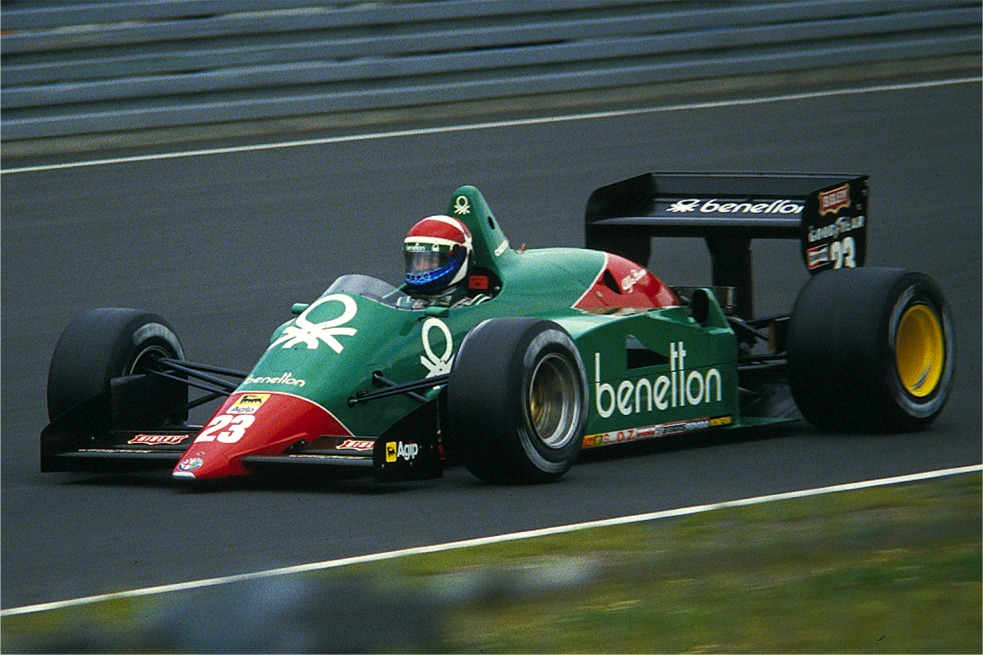
Eddie Cheever w Alfie Romeo 184T podczas Grand Prix Niemiec 1985

W 1963 roku Carlo Chiti i Ludovico Chizzola założyli firmę Autodelta, która nawiązała współpracę z Alfą Romeo jako zespół wyścigowy. Na początku lat 70. Autodelta odnosiła sukcesy w wyścigach samochodów sportowych z takimi kierowcami, jak Arturo Merzario, Jacques Laffite, Derek Bell i Henri Pescarolo, zdobywając dwa tytuły. Po dostarczaniu silnika B12 Brabhamowi w latach 1975–1976, Autodelta skupiła się na programie Alfy Romeo w Formule 1, budując model 177. Zadebiutował on w Grand Prix Belgii 1979 z Bruno Giacomellim za kierownicą. W Grand Prix Włoch 1979 zadebiutowała Alfa Romeo 179 z nowym silnikiem V12, podczas gdy stary model 177 przejął Vittorio Brambilla. W 1980 roku pozyskano sponsoring włoskiego oddziału Marlboro oraz Giacomellego i Patricka Depaillera jako kierowców. Giacomelli zdobył pierwsze punkty Alfy Romeo w Formule 1, finiszując jako piąty w Grand Prix Argentyny 1980, jednakże podczas testów na torze Hockenheimring zginął Depailler. Jego zastępcami zostali Brambilla oraz Andrea de Cesaris. Giacomelli tymczasem zajął piąte miejsce w Grand Prix Niemiec, zdobył także pole position w Grand Prix Stanów Zjednoczonych. Na sezon 1981 do Giacomellego dołączył Mario Andretti. W połowie sezonu do zespołu dołączył zwolniony z Ligiera francuski inżynier Gérard Ducarouge, który udoskonalił model 179C, co zaowocowało trzecim miejscem Giacomellego w Las Vegas. Na 1982 rok Ducarouge zaprojektował kompletnie nowy model 182, którym Andrea de Cesaris zdobył trzecie miejsce w Grand Prix Monako. Pod koniec roku Ettore Massacesi przekazał odpowiedzialność za projektowanie samochodu zespołowi Euroracing w Senago, kończąc tym samym współpracę z Autodeltą. Wskutek tego nowym kierowcą Alfy Romeo w 1983 roku został dawny zawodnik Euroracing, Mauro Baldi, który partnerował de Cesarisowi. Model 183T był zaktualizowaną wersją modelu 182, dostosowaną do silnika V8 turbo oraz wyposażoną w zgodną z przepisami płaską podłogą. De Cesaris dwukrotnie był drugi. Na początku sezonu Ducarouge’a zastąpił dyrektor techniczny Luigi Marmiroli, a głównym projektantem został Mario Tolentino. Po sezonie Marlboro wycofało się ze sponsorowania zespołu, a jego miejsce zajął Benetton. Nowymi kierowcami na sezon 1984 zostali Riccardo Patrese i Eddie Cheever. Ze względu na fakt, iż Patrese zdobył tylko jedno podium (we Włoszech), sezon ten został odczytany za rozczarowanie. Alfę Romeo opuścili po sezonie szef programu silnikowego Carlo Chiti (zastąpiony przez Giovanniego Tontiego) oraz Luigi Marmiroli. Marmirolego zastąpił John Gentry, który jednak przeszedł do Renault, stąd też za dokończenie projektu 185T był odpowiedzialny Tolentino. Sezon 1985 był porażką. Alfa Romeo nie zdobyła żadnego punktu i wycofała się z Formuły 1, a następnie – do 1988 – dostarczała silniki Oselli.

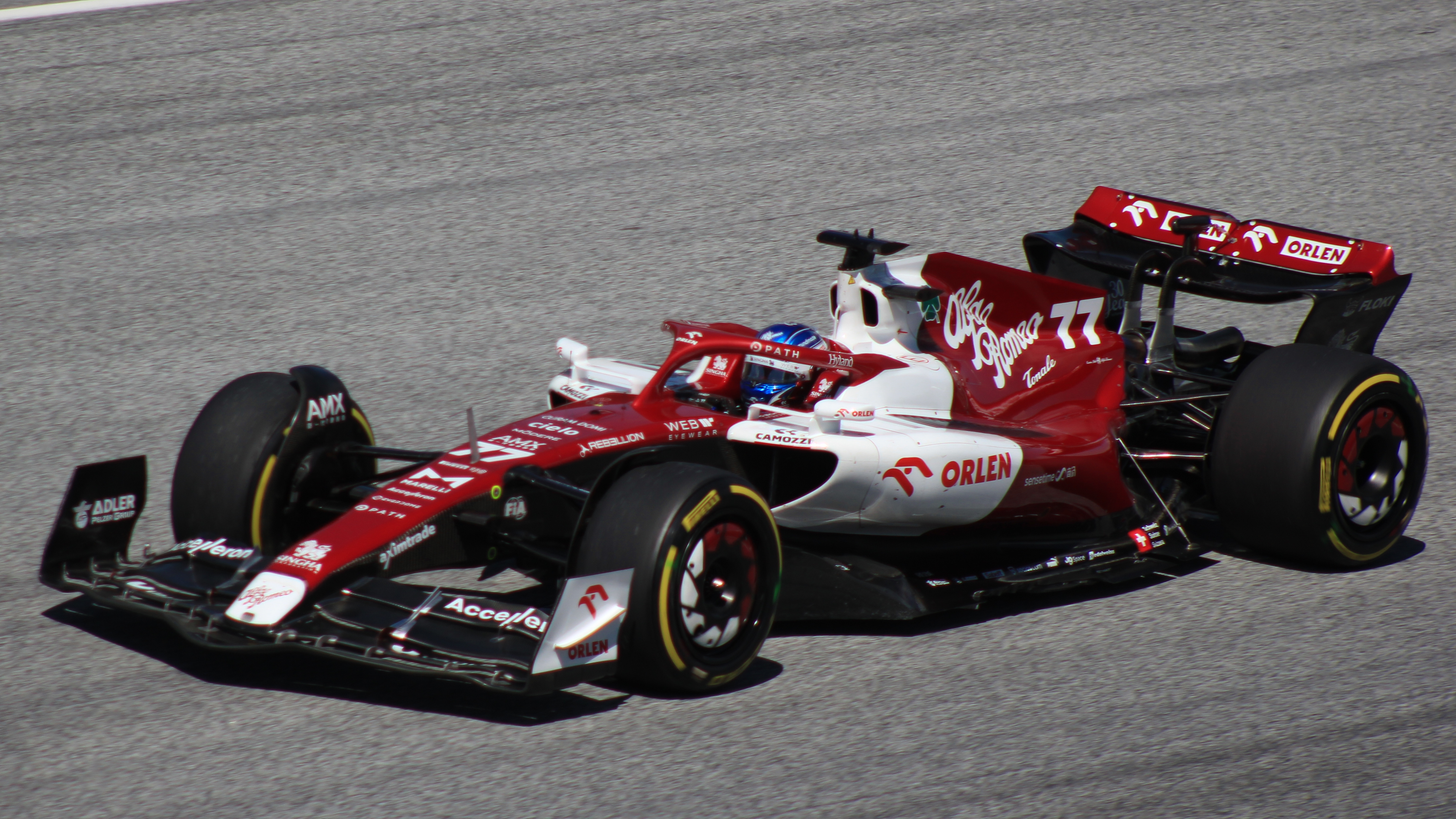
Valtteri Bottas w Alfie Romeo C42 podczas Grand Prix Austrii 2022

### 2019–2023
W 2018 Alfa Romeo została sponsorem tytularnym Saubera w Formule 1. Na sezon 2019 Sauber zmienił nazwę na Alfa Romeo Racing. Kierowcami zaprojektowanego przez Simone Restę modelu C38 zostali Kimi Räikkönen i Antonio Giovinazzi. Alfa Romeo zakończyła sezon na ósmym miejscu w klasyfikacji końcowej, natomiast w klasyfikacji kierowców Räikkönen był dwunasty, a Giovinazzi osiemnasty. Najbardziej udaną eliminacją dla zespołu było Grand Prix Brazylii, w którym Räikkönen i Giovinazzi zajęli odpowiednio czwarte i piąte miejsce. Na sezon 2020 sponsorem tytularnym zespołu został PKN Orlen, a w efekcie tej umowy kierowcą testowym Alfy Romeo został ponadto Robert Kubica. Polak zastąpił Kimiego Räikkönena na dwa wyścigi w sezonie 2021 – Grand Prix Holandii i Grand Prix Włoch gdzie zajął kolejno miejsca 15 i 14. Na sezon 2022 zespół całkowicie wymienił skład. Kimi Räikkönen odszedł na emeryturę, a Antonio Giovinazzi stał się kierowcą zespołu Dragon/Penske w Formule E. Nowymi kierowcami zostali Valtteri Bottas i Guanyu Zhou. Zespół zmienił również nazwę na Alfa Romeo F1 Team Orlen. Po 2023 roku Alfa Romeo wycofała się z zaangażowania w Formułę 1.

## Wyniki
Źródło: Wyprzedź Mnie!
| Sezon                                                                         | Nazwa                                            | Samochód   | Opony | Silnik                                            | Kierowcy | Punkty | Msc. |
| ----------------------------------------------------------------------------- | ------------------------------------------------ | ---------- | ----- | ------------------------------------------------- | --- | ------ | ---- |
| 1950                                                                          | Alfa Romeo SpA                                   | 158        | P     | Alfa Romeo 158 1.5 R8                             | Juan Manuel Fangio Giuseppe Farina Luigi Fagioli Reg Parnell Consalvo Sanesi Piero Taruffi                           | –      | –    |
| 1951                                                                          | Alfa Romeo SpA                                   | 159        | P     | Alfa Romeo 158 1.5 R8                             | Giuseppe Farina Juan Manuel Fangio Emmanuel de Graffenried Consalvo Sanesi Luigi Fagioli Felice Bonetto Paul Pietsch | –      | –    |
| W sezonach 1952–1978 Alfa Romeo nie występowała w Formule 1 jako konstruktor. |                                                  |            |       |                                                   | |        |      |
| 1979                                                                          | Autodelta                                        | 177 179    | G     | Alfa Romeo 115-12 3.0 F12 Alfa Romeo 1260 3.0 V12 | Bruno Giacomelli Vittorio Brambilla                                                                                  | 0      | NS   |
| 1980                                                                          | Marlboro Team Alfa Romeo                         | 179        | G     | Alfa Romeo 1260 3.0 V12                           | Patrick Depailler Bruno Giacomelli Vittorio Brambilla Andrea de Cesaris                                              | 4      | 11   |
| 1981                                                                          | Marlboro Team Alfa Romeo                         | 179C 179D  | M     | Alfa Romeo 1260 3.0 V12                           | Mario Andretti Bruno Giacomelli                                                                                      | 10     | 9    |
| 1982                                                                          | Marlboro Team Alfa Romeo                         | 179D 182   | M     | Alfa Romeo 1260 3.0 V12                           | Andrea de Cesaris Bruno Giacomelli                                                                                   | 7      | 9    |
| 1983                                                                          | Marlboro Team Alfa Romeo                         | 183T       | M     | Alfa Romeo 890T 1.5 V8T                           | Andrea de Cesaris Mauro Baldi                                                                                        | 18     | 6    |
| 1984                                                                          | Benetton Team Alfa Romeo                         | 184T       | G     | Alfa Romeo 890T 1.5 V8T                           | Riccardo Patrese Eddie Cheever                                                                                       | 11     | 8    |
| 1985                                                                          | Benetton Team Alfa Romeo                         | 185T 184TB | G     | Alfa Romeo 890T 1.5 V8T                           | Riccardo Patrese Eddie Cheever                                                                                       | 0      | NS   |
| W sezonach 1986–2018 Alfa Romeo nie występowała w Formule 1 jako konstruktor. |                                                  |            |       |                                                   | |        |      |
| 2019                                                                          | Alfa Romeo Racing                                | C38        | P     | Ferrari 064 1.6 V6T                               | Kimi Räikkönen Antonio Giovinazzi                                                                                    | 57     | 8    |
| 2020                                                                          | Alfa Romeo Racing Orlen                          | C39        | P     | Ferrari 065 1.6 V6T                               | Kimi Räikkönen Antonio Giovinazzi                                                                                    | 8      | 8    |
| 2021                                                                          | Alfa Romeo Racing Orlen                          | C41        | P     | Ferrari 065/6 1.6 V6T                             | Kimi Räikkönen Antonio Giovinazzi Robert Kubica                                                                      | 13     | 9    |
| 2022                                                                          | Alfa Romeo F1 Team Orlen                         | C42        | P     | Ferrari 066/7 1.6 V6T                             | Zhou Guanyu Valtteri Bottas                                                                                          | 55     | 6    |
| 2023                                                                          | Alfa Romeo F1 Team Stake Alfa Romeo F1 Team Kick | C43        | P     | Ferrari 066/10 1.6 V6T                            | Zhou Guanyu Valtteri Bottas                                                                                          | 16     | 9    |